# Society of Vertebrate Paleontology
La Society of Vertebrate Paleontology (SVP) es va fundar als Estats Units l'any 1940 i s'ocupa de la paleontologia dels vertebrats. l'any 2014 tenia uns 2000 membres repartits per tot el món. Facilita la cooperació entre totes les persones interessades en la història, l'evolució, l'anatomia comparada i la taxonomia dels vertebrats com també els fòssils i l'estratigrafia delsjaciments. i la conservació dels jaciments de fòssils. Les publicacions de la SVP inclouen The Journal of Vertebrate Paleontology, The SVP Memoir Series, The News Bulletin, The Bibliography of Fossil Vertebrates i més recentment, Palaeontologia Electronica.

## Premis
La SVP atorga els següents premis:
- Colbert Prize (anteriorment conegut com a Student Poster Prize)
- Estes Memorial Grant
- Gregory Award (per Joseph T. Gregory)
- Honorary Membership Award
- Institutional Membership: A Program for Institutions of Developing Nations
- Lanzendorf PaleoArt Prize (per John Lanzendorf)
- Patterson Memorial Grant (per Bryan Patterson)[5]
- Predoctoral Fellowship Grant
- Preparators' Grant
- Program for Scientists from Economically Developing Nations
- Romer Prize (per Alfred Romer)
- Romer-Simpson Medal
- Skinner Award (per Morris Skinner)